# Atletiek op de Olympische Zomerspelen 2016 – 100 meter vrouwen
De 100 meter vrouwen op de Olympische Zomerspelen 2016 in Rio de Janeiro vond plaats op 12 augustus, series, en 13 augustus 2016, halve finales en finale. Regerend olympisch kampioene was Shelly-Ann Fraser uit Jamaica.

## Records
Voorafgaand aan het toernooi waren dit het wereldrecord en het olympisch record.
| wereldrecord     | Florence Griffith-Joyner | 10,49 | Indianapolis | 16 juli 1988      |
| olympisch record | Florence Griffith-Joyner | 10,62 | Seoel        | 24 september 1988 |

Tijdens dit evenement zijn de volgende nationale records verbeterd.
| Welk land     | atlete              | tijd  |
| ------------- | ------------------- | ----- |
| Afghanistan   | Kamia Yousufi       | 14.02 |
| Kaapverdië    | Lidiane Lopes       | 12.38 |
| Saoedi-Arabië | Kariman Abuljadayel | 14.61 |

## Uitslagen
De volgende afkortingen worden gebruikt:
- Q - Gekwalificeerd door eindplaats
- q - Gekwalificeerd door eindtijd
- PR - Persoonlijk record atleet
- NR - Nationaal record van atleet
- DNS - Niet gestart

### Voorrondes

#### Voorronde 1
| rang | naam           | land             | reactie | tijd  | opmerking |
| ---- | -------------- | ---------------- | ------- | ----- | --------- |
| 1    | Hafsatu Kamara | Sierra Leone     | 0.148   | 12.24 | Q         |
| 2    | Sisila Seavula | Fiji             | 0.143   | 12.34 | Q         |
| 3    | Regine Tugade  | Gambia           | 0.156   | 12.52 |           |
| 4    | Makoura Keita  | Guinee           | 0.150   | 12.66 | PR        |
| 5    | Shirin Akter   | Bangladesh       | 0.166   | 12.99 |           |
| 6    | Mariana Cress  | Marshalleilanden | 0.206   | 13.20 |           |
| 7    | Liliana Neto   | Angola           | 0.136   | 13.58 |           |
| 8    | Kamia Yousufi  | Afghanistan      | 0.216   | 14.02 | NR        |

#### Voorronde 2
| rang | naam                | land         | reactie | tijd  | opmerking |
| ---- | ------------------- | ------------ | ------- | ----- | --------- |
| 1    | Sunayna Wahi        | Suriname     | 0.172   | 12.09 | Q         |
| 2    | Patricia Taea       | Cookeilanden | 0.160   | 12.30 | Q         |
| 3    | Mazoon Al-Alawi     | Oman         | 0.161   | 12.30 | Q         |
| 4    | Lidiane Lopes       | Kaapverdië   | 0.154   | 12.38 | NR        |
| 5    | Phumlile Ndzinisa   | Swaziland    | 0.137   | 12.49 |           |
| 6    | Taine Halasima      | Tonga        | 0.199   | 12.80 |           |
| 7    | Laenly Phoutthavong | Laos         | 0.186   | 12.82 | PR        |
| 8    | Lerissa Henry       | Micronesië   | 0.163   | 13.53 |           |

#### Voorronde 3
| rang | naam                      | land              | reactie | tijd  |    |
| ---- | ------------------------- | ----------------- | ------- | ----- | -- |
| 1    | Charlotte Wingfield       | Malta             | 0.144   | 11.86 | Q  |
| 2    | Cecilia Bouele            | Congo-Brazzaville | 0.165   | 11.98 | Q  |
| 3    | Zaidatul Husniah Zulkifli | Maleisië          | 0.151   | 12.12 | Q  |
| 4    | Prenam Pesse              | Togo              | 0.189   | 12.38 |    |
| 5    | Denika Kassim             | Comoren           | 0.192   | 12.53 |    |
| 6    | Jordan Mageo              | Amerikaans-Samoa  | 0.173   | 13.72 |    |
| 7    | Kariman Abuljadayel       | Saoedi-Arabië     | 0.205   | 14.61 | NR |
| 8    | Karitaake Tewaaki         | Micronesië        | 0.185   | 14.70 |    |

### Series

#### Serie 1
| rang | naam                 | land             | reactie | tijd  |   |
| ---- | -------------------- | ---------------- | ------- | ----- | - |
| 1    | Desiree Henry        | Groot-Brittannië | 0.126   | 11.08 | Q |
| 2    | Murielle Ahouré      | Ivoorkust        | 0.159   | 11.17 | Q |
| 3    | Natalia Pohrebniak   | Oekraïne         | 0.130   | 11.30 |   |
| 4    | Lorene Dorcas Bazolo | Portugal         | 0.142   | 11.43 |   |
| 5    | Wei Yongli           | China            | 0.154   | 11.48 |   |
| 6    | Hajar Alkhaldi       | Bahrein          | 0.122   | 11.59 |   |
| 7    | Rima Kashafutdinova  | Kazachstan       | 0.174   | 11.84 |   |
| 8    | Sisila Seavula       | Fiji             | 0.149   | 12.48 |   |

#### Serie 2
| rang | naam                  | land         | reactie | tijd  |   |
| ---- | --------------------- | ------------ | ------- | ----- | - |
| 1    | Dafne Schippers       | Nederland    | 0.143   | 11.16 | Q |
| 2    | Tatjana Pinto         | Duitsland    | 0.164   | 11.31 | Q |
| 3    | Khamica Bingham       | Canada       | 0.137   | 11.41 |   |
| 4    | Flings Owusu-Agyapong | Ghana        | 0.135   | 11.43 |   |
| 5    | Gloria Asumnu         | Nigeria      | 0.139   | 11.55 |   |
| 6    | Evelyn Rivera         | Colombia     | 0.161   | 11.59 |   |
| 7    | Brenessa Thompson     | Guyana       | 0.162   | 11.72 |   |
| 8    | Hafsatu Kamara        | Sierra Leone | 0.150   | 12.22 |   |

#### Serie 3
| rang | naam                   | land                   | reactie | tijd  |   |
| ---- | ---------------------- | ---------------------- | ------- | ----- | - |
| 1    | Tori Bowie             | Verenigde Staten       | 0.142   | 11.13 | Q |
| 2    | Blessing Okagbare      | Nigeria                | 0.154   | 11.16 | Q |
| 3    | Angela Tenorio         | Ecuador                | 0.150   | 11.35 | Q |
| 4    | Ezinne Okparaebo       | Noorwegen              | 0.141   | 11.43 |   |
| 5    | Eliecith Palacios      | Colombia               | 0.172   | 11.48 |   |
| 6    | Tahesia Harrigan-Scott | Britse Maagdeneilanden | 0.149   | 11.54 |   |
| 7    | Kristina Stoej         | Oekraïne               | 0.146   | 11.57 |   |
| 8    | Cecilia Bouele         | Congo-Brazzaville      | 0.149   | 12.18 |   |

#### Serie 4
| rang | naam                    | land        | reactie | tijd  |   |
| ---- | ----------------------- | ----------- | ------- | ----- | - |
| 1    | Shelly-Ann Fraser-Pryce | Jamaica     | 0.146   | 10.96 | Q |
| 2    | Marie-Josee Ta Lou      | Ivoorkust   | 0.156   | 11.01 | Q |
| 3    | Mujinga Kambundji       | Zwitserland | 0.149   | 11.19 | Q |
| 4    | Narcisa Landazuri       | Ecuador     | 0.117   | 11.38 | Q |
| 5    | Tynia Gaither           | Bahama's    | 0.154   | 11.56 |   |
| 6    | Ramona Papaioannou      | Cyprus      | 0.140   | 11.61 |   |
| 7    | Ruddy Zang Milama       | Gabon       | 0.151   | 11.67 |   |
| 8    | Sunayna Wahi            | Suriname    | 0.117   | 12.25 |   |

#### Serie 5
| rang | naam               | land               | reactie | tijd  |   |
| ---- | ------------------ | ------------------ | ------- | ----- | - |
| 1    | Tianna Bartoletta  | Verenigde Staten   | 0.148   | 11.23 | Q |
| 2    | Ewa Swoboda        | Polen              | 0.149   | 11.24 | Q |
| 3    | Olesja Povch       | Oekraïne           | 0.132   | 11.39 | Q |
| 4    | Kelly-Ann Baptiste | Trinidad en Tobago | 0.141   | 11.42 |   |
| 5    | Jennifer Madu      | Nigeria            | 0.163   | 11.61 |   |
| 6    | Nigina Sjaripova   | Oezbekistan        | 0.135   | 11.68 |   |
| 7    | Dutee Chand        | India              | 0.151   | 11.69 |   |
| 8    | Patricia Taea      | Cookeilanden       | 0.159   | 12.41 |   |

#### Serie 6
| rang | naam                    | land               | reactie | tijd  |   |
| ---- | ----------------------- | ------------------ | ------- | ----- | - |
| 1    | Michelle-Lee Ahye       | Trinidad en Tobago | 0.148   | 11.00 | Q |
| 2    | Christania Williams     | Jamaica            | 0.170   | 11.27 | Q |
| 3    | Asha Philip             | Groot-Brittannië   | 0.120   | 11.34 | Q |
| 4    | Crystal Emmanuel        | Canada             | 0.162   | 11.43 |   |
| 5    | Viktorija Zjabkina      | Kazachstan         | 0.150   | 11.69 |   |
| 6    | Marika Popowicz-Drapala | Polen              | 0.136   | 11.70 |   |
| 7    | Iman Essa Jasim         | Bahrein            | 0.161   | 11.72 |   |
| 8    | Charlotte Wingfield     | Malta              | 0.138   | 11.90 |   |

#### Serie 7
| rang | naam             | land                | reactie | tijd  |   |
| ---- | ---------------- | ------------------- | ------- | ----- | - |
| 1    | Elaine Thompson  | Jamaica             | 0.174   | 11.21 | Q |
| 2    | Rosangela Santos | Brazilië            | 0.163   | 11.25 | Q |
| 3    | Semoy Hackett    | Trinidad en Tobago  | 0.138   | 11.35 | Q |
| 4    | Toea Wisil       | Papoea-Nieuw-Guinea | 0.142   | 11.48 |   |
| 5    | Olga Safronova   | Kazachstan          | 0.148   | 11.50 |   |
| 6    | Alyssa Conley    | Zuid-Afrika         | 0.143   | 11.57 |   |
| 7    | Melissa Breen    | Australië           | 0.143   | 11.74 |   |
| 8    | Mazoon Al-Alawi  | Oman                | 0.199   | 12.43 |   |

#### Serie 8
| rang | naam                      | land             | reactie | tijd  |   |
| ---- | ------------------------- | ---------------- | ------- | ----- | - |
| 1    | English Gardner           | Verenigde Staten | 0.191   | 11.09 | Q |
| 2    | Carina Horn               | Zuid-Afrika      | 0.158   | 11.32 | Q |
| 3    | Ivet Lalova-Collio        | Bulgarije        | 0.125   | 11.35 | Q |
| 4    | Daryll Neita              | Groot-Brittannië | 0.169   | 11.41 |   |
| 5    | Rebekka Haase             | Duitsland        | 0.175   | 11.47 |   |
| 6    | Yuan Qiqi                 | China            | 0.143   | 11.56 |   |
| 7    | Franciela Krasucki        | Brazilië         | 0.159   | 11.67 |   |
| 8    | Zaidatul Husniah Zulkifli | Maleisië         | 0.149   | 12.62 |   |

### Halve finales

#### Halve finale 1
| rang | naam                | land               | reactie | tijd  |      |
| ---- | ------------------- | ------------------ | ------- | ----- | ---- |
| 1    | Tori Bowie          | Verenigde Staten   | 0.165   | 10.90 | Q    |
| 2    | Michelle-Lee Ahye   | Trinidad en Tobago | 0.134   | 10.90 | Q    |
| 3    | Christania Williams | Jamaica            | 0.166   | 10.96 | Q PR |
| 4    | Murielle Ahouré     | Ivoorkust          | 0.156   | 11.01 |      |
| 5    | Ángela Tenorio      | Ecuador            | 0.145   | 11.14 |      |
| 6    | Mujinga Kambundji   | Zwitserland        | 0.130   | 11.16 |      |
| 7    | Ewa Swoboda         | Polen              | 0.155   | 11.18 |      |
| 8    | Olesja Povch        | Oekraïne           | 0.126   | 11.29 |      |

#### Halve finale 2
| rang | naam                    | land             | reactie | tijd  |      |
| ---- | ----------------------- | ---------------- | ------- | ----- | ---- |
| 1    | Shelly-Ann Fraser-Pryce | Jamaica          | 0.151   | 10.88 | Q    |
| 2    | Dafne Schippers         | Nederland        | 0.146   | 10.90 | Q    |
| 3    | Marie-Josee Ta Lou      | Ivoorkust        | 0.157   | 10.94 | Q NR |
| 4    | Tianna Bartoletta       | Verenigde Staten | 0.141   | 11.00 |      |
| 5    | Rosangela Santos        | Brazilië         | 0.133   | 11.23 |      |
| 6    | Narcisa Landazuri       | Ecuador          | 0.152   | 11.27 |      |
| 7    | Natalia Pohrebniak      | Oekraïne         | 0.138   | 11.32 |      |
| 8    | Asha Philip             | Groot-Brittannië | 0.124   | 11.33 |      |

#### Halve finale 3
| rang | naam               | land               | reactie | tijd  |     |
| ---- | ------------------ | ------------------ | ------- | ----- | --- |
| 1    | Elaine Thompson    | Jamaica            | 0.156   | 10.88 | Q   |
| 2    | English Gardner    | Verenigde Staten   | 0.158   | 10.90 | Q   |
| 3    | Blessing Okagbare  | Nigeria            | 0.155   | 11.09 |     |
| 4    | Desiree Henry      | Groot-Brittannië   | 0.129   | 11.09 |     |
| 5    | Semoy Hackett      | Trinidad en Tobago | 0.146   | 11.20 |     |
| 6    | Carina Horn        | Zuid-Afrika        | 0.149   | 11.20 |     |
| 7    | Tatjana Pinto      | Duitsland          | 0.175   | 11.32 |     |
| 8    | Ivet Lalova-Collio | Bulgarije          | DNS     | DNS   | DNS |

### Finale
| rang   | naam                    | land               | reactie | tijd  |    |
| ------ | ----------------------- | ------------------ | ------- | ----- | -- |
| Goud   | Elaine Thompson         | Jamaica            | 0.157   | 10.71 |    |
| Zilver | Tori Bowie              | Verenigde Staten   | 0.112   | 10.83 |    |
| Brons  | Shelly-Ann Fraser-Pryce | Jamaica            | 0.138   | 10.86 |    |
| 4      | Marie-Josée Ta Lou      | Ivoorkust          | 0.136   | 10.86 | PR |
| 5      | Dafne Schippers         | Nederland          | 0.134   | 10.90 |    |
| 6      | Michelle-Lee Ahye       | Trinidad en Tobago | 0.132   | 10.92 |    |
| 7      | English Gardner         | Verenigde Staten   | 0.148   | 10.94 |    |
| 8      | Christania Williams     | Jamaica            | 0.163   | 11.80 |    |